# Suicidio colectivo

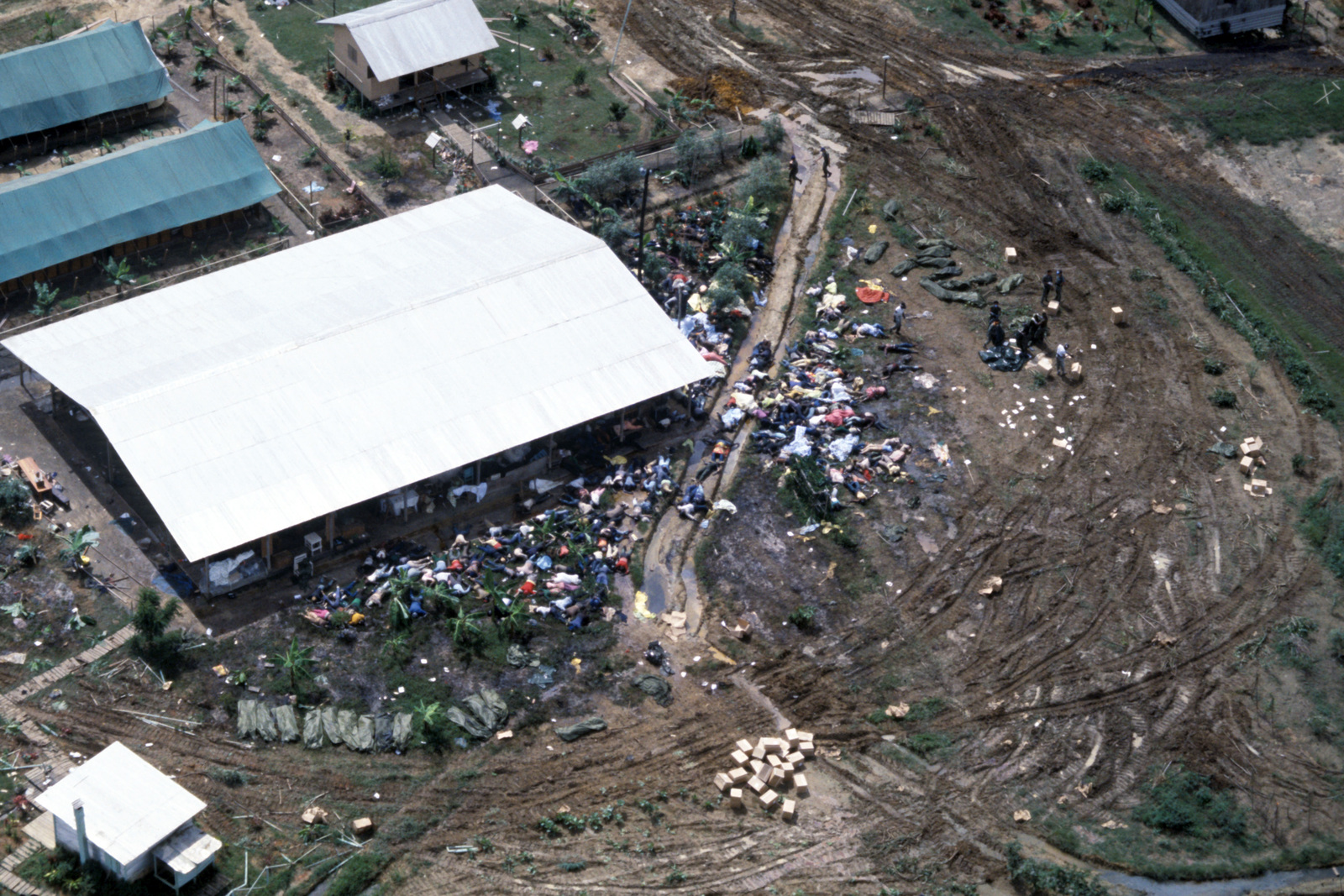
Vistas aéreas de las víctimas del suicidio en masa de Jonestown.

El suicidio colectivo (o masivo) es una forma de suicidio que ocurre cuando un grupo de personas se suicida simultáneamente.

## Descripción general
El suicidio colectivo a veces ocurre en entornos religiosos. Los grupos derrotados pueden recurrir al suicidio masivo en lugar de ser capturados. Los pactos suicidas son una forma de suicidio colectivo que a veces son planeados o llevados a cabo por pequeños grupos de personas deprimidas o desesperadas. Los suicidios colectivos se han utilizado como una forma de protesta política, lo que demuestra que también pueden utilizarse como una herramienta para hacer declaraciones.
Las actitudes hacia el suicidio colectivo cambian según el lugar y las circunstancias. Las personas que recurren al suicidio masivo en lugar de someterse a lo que consideran una opresión intolerable a veces se convierten en el centro de un mito heroico. Estos suicidios masivos también podrían ganarse el respeto de los vencedores. Por otro lado, el hecho de que las personas recurran al suicidio colectivo sin ser amenazadas, especialmente cuando un líder religioso carismático las impulsa a dar este paso, por razones que a menudo parecen oscuras, tiende a ser considerado mucho más negativo.

## Suicidios masivos históricos
- Tras la destrucción de Iliturgi por el general romano Publio Cornelio Escipión en 206 a. C., la gente de Astapa, sabiendo que enfrentaba un destino similar, decidió suicidarse y quemar la ciudad con todos sus tesoros.
- A finales del siglo II a. C., se registra que los teutones marcharon hacia el sur a través de la Galia junto con sus vecinos, los cimbros, y atacaron la Italia romana. Después de varias victorias para los ejércitos invasores, los cimbros y los teutones fueron derrotados por Cayo Mario en el 102 a. C. en la batalla de Aquae Sextiae (cerca de la actual Aix-en-Provence). Su rey, Teutobod, fue tomado en planchas. Las mujeres capturadas se suicidaron en masa, que pasó a convertirse en leyendas romanas del heroísmo germánico: según las condiciones de la rendición, trescientas de sus mujeres casadas serían entregadas a los romanos. Cuando las matronas teutonas se enteraron de esta estipulación, primero rogaron al cónsul que las apartara para ministrar en los templos de Ceres y Venus; luego, cuando no obtuvieron su solicitud y fueron sacados por los lictores, mataron a sus hijos ya la mañana siguiente todos fueron encontrados muertos en los brazos del otro habiéndose estrangulado durante la noche.[3]
- Al final de los quince meses del asedio de Numancia en el verano de 133 a. C., la mayoría de los numantinos derrotados, en lugar de rendirse, prefirieron suicidarse e incendiar la ciudad.
- Los 960 miembros de la comunidad judía Sicarii en Masada se suicidaron colectivamente en el 73 d. C. en lugar de ser conquistados y esclavizados por los romanos. Cada hombre mató a su esposa e hijos, luego los hombres echaron suertes y se mataron entre sí hasta que el último se suicidó.[4] Algunos eruditos modernos han cuestionado este relato de los eventos.[5][6]
- En los años 700, el emperador bizantino León III ordenó a los remanentes de los montanistas que abandonaran su religión y se unieran al cristianismo ortodoxo. Se negaron, se encerraron en sus lugares de culto y les prendieron fuego.
- En India, el suicidio colectivo, también conocido como Jauhar, fue llevado a cabo por mujeres y hombres de la comunidad derrotada, cuando era segura la caída de una ciudad asediada por invasores musulmanes. Algunos de los casos conocidos de mujeres de Jauhar de Rajput se encuentran en el fuerte de Chittaur en Rajasthan, en 1303, en 1535 y 1568.[7]
- En 1336, cuando el castillo de Pilėnai en el Gran Ducado de Lituania fue asediado por el ejército de los Caballeros Teutónicos, los defensores, liderados por el duque Margiris, se dieron cuenta de que era imposible defenderse por más tiempo y tomaron la decisión de cometer un suicidio colectivo, así como prender fuego al castillo para destruir todas sus posesiones y cualquier cosa de valor para el enemigo.[8]
- Durante el Gran Cisma de la Iglesia Rusa, pueblos enteros de Viejos Creyentes se quemaron hasta morir en un acto conocido como "bautismo de fuego".[9]
- En 1792, la Francia revolucionaria abolió la esclavitud en sus colonias caribeñas. Sin embargo, en 1802 Napoleón decidió restaurarla. En Guadalupe, los antiguos esclavos que se negaron a volver a ser esclavizados iniciaron una rebelión, liderada por Louis Delgrès, y durante algún tiempo resistieron al ejército francés enviado para reprimirlos, pero finalmente se dieron cuenta de que no podían ganar y aun así se negaron a rendirse. En la batalla de Matouba el 28 de mayo de 1802, Delgrès y sus seguidores, 400 hombres y algunas mujeres, encendieron sus depósitos de pólvora y se suicidaron en masa mientras intentaban matar a la mayor cantidad posible de tropas francesas.[10][11]
- Durante el dominio turco de Grecia y poco antes de la Guerra de Independencia griega, las mujeres de Souli, perseguidas por los otomanos , subieron al monte Zalongo, arrojaron a sus hijos por el precipicio y luego se lanzaron para evitar ser capturadas, un evento conocido como la Danza de Zalongo.[12]
- En la fase final del levantamiento del gueto de Varsovia, muchos de los combatientes sitiados en el "búnker" de Miła 18 se suicidaron en masa ingiriendo veneno en lugar de rendirse a los nazis.
- Alemania se vio afectada por una serie de oleadas de suicidios colectivos sin precedentes durante los últimos días del régimen nazi. Las razones de estas oleadas de suicidios fueron numerosas e incluyen los efectos de la propaganda nazi, el ejemplo del suicidio de Adolf Hitler, el apego de las víctimas a los ideales del partido nazi, una reacción a la pérdida de la guerra y, en consecuencia, la anticipada Ocupación aliada de Alemania. La revista Life especuló sobre los suicidios: "En los últimos días de la guerra, la abrumadora comprensión de la derrota total fue demasiado para muchos alemanes. Despojados de las bayonetas y la grandilocuencia que les había dado el poder, no podían enfrentar un ajuste de cuentas ni con sus conquistadores ni con sus consciencias. Éstos encontraron la vía de escape más rápida y segura en lo que los alemanes llaman auto-asesinato".[13]
- El 1 de mayo de 1945, unos 1.000 residentes de Demmin, Alemania, se suicidaron en masa después de que el Ejército Rojo saqueara la ciudad.[14]
- Un ritual de suicidio masivo balinés se llama Puputan. El mayor puputan ocurrió en 1906-1908 cuando los reinos balineses se enfrentaron a abrumadoras fuerzas coloniales holandesas. La raíz del término balinés puputan es puput, que significa "finalizar" o "terminar". Es un acto más simbólico que estratégico; los balineses son "un pueblo cuyo genio para el teatro es insuperable" y un pupután es visto como "el último acto de una danza-drama trágica".[15]
- Japón es conocido por sus siglos de tradición suicida, desde el autodestripamiento ceremonial del seppuku hasta los guerreros kamikaze que vuelan sus aviones hacia los buques de guerra aliados y cargan banzai durante la Segunda Guerra Mundial. Durante esta misma guerra, las fuerzas japonesas anunciaron al pueblo de Saipán que las tropas estadounidenses invasoras iban a torturar y asesinar a cualquiera en la isla. En un esfuerzo desesperado por evitar esto, la gente de Saipán se suicidó, principalmente saltando desde los acantilados cercanos.

## Suicidios por motivos religiosos

### Suicidios conocidos

#### Templo de los Pueblos (1978)
El 18 de noviembre de 1978, 918 estadounidenses murieron en incidentes relacionados con el Templo de los Pueblos, incluidos 909 miembros del Templo, encabezados por Jim Jones, en Jonestown, Guyana. Entre los muertos había 276 niños. Una cinta de la reunión final del Temple en un pabellón de Jonestown contiene discusiones repetidas sobre el grupo que cometió un "suicidio revolucionario", incluida una referencia a las personas que tomaron el veneno y las cubas que se usarían.
En esa cinta, Jones les dice a los miembros del Templo que Rusia, con quien el Templo había estado negociando un posible éxodo durante meses, no los aceptaría después de que el Templo asesinara al congresista Leo Ryan, al reportero de NBC Don Harris y a otros tres en una pista de aterrizaje cercana. Cuando los miembros aparentemente lloraron, Jones aconsejó: "Detén esta histeria. Esta no es la forma en que mueren las personas que son socialistas o comunistas. No hay forma de que muramos. Debemos morir con algo de dignidad". Al final de la cinta, Jones concluye: "No nos suicidamos, cometimos un acto de suicidio revolucionario en protesta por las condiciones de un mundo inhumano".
La gente de Jonestown murió de un aparente envenenamiento por cianuro, excepto Jones (quien murió de una herida consistente con una herida de bala autoinfligida) y su enfermera personal. El Templo había hablado de cometer un "suicidio revolucionario" en instancias anteriores, y los miembros habían bebido previamente lo que Jones les dijo que era veneno al menos una vez antes, pero la bebida "Flavor Aid" que ingirieron en ese momento no contenía veneno. Al mismo tiempo, otros cuatro miembros murieron en la sede del Templo en Georgetown. Cuatro meses después, Michael Prokes, uno de los primeros supervivientes, también se suicidó.

#### Orden del Templo Solar (1994-1997)
De 1994 a 1997, los miembros de la Orden del Templo Solar comenzaron una serie de suicidios colectivos, que provocaron aproximadamente 74 muertes. Los miembros dejaron cartas de despedida en las que afirmaban que creían que su muerte sería un escape de las "hipocresías y opresión de este mundo". Sumado a esto, sintieron que se estaban "moviendo hacia Sirius". Los registros incautados por la policía de Quebec mostraron que algunos miembros habían donado personalmente más de $1 millón al líder del grupo, Joseph Di Mambro.
También hubo otro intento de suicidio colectivo de los miembros restantes, que fue frustrado a fines de la década de 1990. Todos los suicidios, asesinatos e intentos ocurrieron alrededor de las fechas de los equinoccios y solsticios, que probablemente tenían alguna relación con las creencias del grupo.

#### Heaven's Gate (1997)
Del 24 al 27 de marzo de 1997, 39 seguidores de Heaven's Gate murieron en un suicidio masivo en Rancho Santa Fe, California, que limita con San Diego al norte. Estas personas creían, de acuerdo con las enseñanzas de su grupo, que a través de sus suicidios estaban "saliendo de sus naves humanas" para que sus almas pudieran emprender un viaje a bordo de una nave espacial que creían que seguía al cometa Hale-Bopp. Algunos hombres del grupo se sometieron a la castración voluntaria en preparación para la vida sin género que creían que les esperaba después del suicidio. [27]
En mayo de 1997, dos miembros de Heaven's Gate que no habían estado presentes en el suicidio masivo intentaron suicidarse, uno tuvo éxito, el otro entró en coma durante dos días y luego se recuperó. En febrero de 1998, el superviviente, Chuck Humphrey, se suicidó.

#### Adam House
En 2007, en Mymensingh, Bangladés, una familia de nueve miembros, todos miembros de "El culto de Adam", se suicidó en masa arrojándose debajo de un tren. Los diarios recuperados de la casa de las víctimas, "Adam House", relataban que querían una vida pura como la vivieron Adán y Eva, liberándose de la esclavitud a cualquier religión y rechazando el contacto con extraños. Después de dejar el Islam, no participaron en ceremonias cristianas e incluso solían adorar a Kali a veces, prácticamente fuera de los límites de cualquier religión en particular.

#### Muertes de Burari
Las muertes de Burari, también "caso Burari" y "Burari kand", se refieren a las muertes de once miembros de la familia Chundawat de Burari, India, en 2018. Diez miembros de la familia fueron encontrados ahorcados, mientras que el miembro de mayor edad, la abuela, fue estrangulado. Los cuerpos fueron encontrados el 1 de julio de 2018; temprano en la mañana después de la muerte. La policía ha calificado las muertes como suicidio colectivo, y se está investigando una posible psicosis compartida.

### Suicidios controvertidos por motivos religiosos

#### Movimiento para la Restauración de los Diez Mandamientos de Dios (2000)
El 17 de marzo de 2000, 778 miembros del Movimiento para la Restauración de los Diez Mandamientos de Dios murieron en Uganda. La teoría de que todos los miembros murieron en un suicidio en masa se cambió a asesinato en masa cuando se descubrieron cuerpos en descomposición en fosas con signos de estrangulamiento mientras que otros tenían heridas de arma blanca. El grupo se había apartado de la Iglesia católica para enfatizar el apocalipsis y las supuestas apariciones marianas. El grupo había sido llamado un movimiento introspectivo que vestía uniformes a juego y restringía su discurso para evitar decir algo deshonesto o pecaminoso. Sobre el suicidio en sí, los lugareños dijeron que realizaron una fiesta en la que se consumieron 70 cajas de refrescos y tres toros. Esta versión de los hechos ha sido criticada, sobre todo por Irving Hexham, y una fuente de Uganda afirma que incluso hoy en día "nadie puede explicar realmente el por qué, cómo, qué, dónde, cuándo, etcétera".

#### Centro de formación para la liberación de la energía Atma
Esta secta era originalmente un grupo escindido de Brahma Kumaris y es conocida por un susto policial y mediático en el que se produjo un presunto intento de suicidio ritual en elParque nacional del Teide en Tenerife en 1998.